# Chân danh nam
Chân danh nam hay chân danh nam bộ, po giang (danh pháp hai phần: Euonymus cochinchinensis) là một loài thực vật thuộc họ Celastraceae (họ Dây gối). Loài này có ở Trung Quốc, Indonesia, Malaysia, Papua New Guinea, Philippines, Đài Loan, Thái Lan, và Việt Nam.
Tại Việt Nam, loài này phân bố từ Đăk Lăk và Ninh Thuận vào đến Phú Quốc.

## Đặc điểm
Cây gỗ nhỏ, cao đến 10 m, đường kính từ 15 cm đến 25 cm, mọc rải rác trong rừng thứ sinh. Gỗ có thể dùng trong xây dựng, vỏ cây có thể chữa bệnh.